# Гусиный лук Гранателли
Гусиный лук Гранателли (лат. Gagea granatellii) — вид травянистых растений рода Гусиный лук (Gagea) семейства Лилейные (Liliaceae).
Вид назван в честь Франко Макканьоне Гранателли, знатока флоры Сицилии, жившего в середине XIX века в Палермо.

## Ботаническое описание
Многолетнее травянистое растение. Луковица довольно крупная, сферическая, вторая очень маленькая, ямчатая; влагалища бурые, окутанные корневыми мочками. Стебли 3—5 (8) см высотой, вместе с нижними частями листьев, цветоножками и листочками околоцветника снаружи мелко густо беловато-пушистые. Прикорневых листьев два, плоских, ланцетных, до 7 мм шириной, кверху сильно утончённых, равных или длиннее соцветия; подсоцветных листьев два, неравных, ланцетных, при основании расширенных и часто с луковичками, равных или длиннее цветков.
Соцветие начинается обычно от поверхности почвы; из 3—10 цветков на очень неравных цветоножках. Листочки околоцветника яйцевидно-ланцетные, туповатые или слегка приострённые, 12—13 мм длиной. Тычинки на треть короче околоцветника; пыльники яйцевидно-продолговатые. Коробочка обратно-яйцевидно-продолговатая, трёхгранная. Цветение в феврале и марте.

## Распространение и экология
Европа (от Франции до Крыма), Северная Африка (Ливия). Растёт на сухих склонах.